# Rio Bodei
O Rio Bodei é um rio da Romênia afluente do Rio Nemţişor, localizado no distrito de Neamţ.